# Sakarya (řeka)
Sakarya je řeka na severozápadě Turecka v provincii Sakarya. Její délka činí 824 km. Povodí má rozlohu 65 000 km².

## Průběh toku
Teče Anatolskou vysočinou a protíná západní výběžek Pontských hor. Ústí do Černého moře. Hlavními přítoky jsou řeky Porsuk a Ankara.

## Vodní stav
Největší vodnosti dosahuje v zimě. Na řece byly vybudovány hydroelektrárny Saryjar s hrází vysokou více než 90 m a přehradní nádrží o rozloze 80 km² a Gekček.

## Využití
Využívá se na zavlažování (hlavně na dolním toku). Není splavná. Na dolním toku leží město Adapazary.

## Historie
Během řecko-turecké války v letech 1919–22 proběhlo na břehu řeky rozhodující střetnutí mezi řeckými a tureckými vojsky. Bitva, trvající 16 dnů, sice skončila nerozhodně, ale poté se obrátil vývoj války ve prospěch Turecka.